# Porky's
Porky's (Nederlandse titel: Porky's pikante pretpark) is een Amerikaanse komische film uit 1981. Het was de op vijf na best verkopende film van 1982.

## Verhaal
De film speelt zich af in het Florida van de jaren vijftig. Een groep baldadige middelbare scholieren haalt van alles en nog wat uit. Ze willen vooral hun maagdelijkheid verliezen, scheppen daar ook over op en halen grappen met elkaar uit. Een van de jongens laat zich overhalen door Porky, een eigenaar van een seksclub in het moeras, om zijn vrienden erheen te halen, zodat ze de avond van hun leven kunnen beleven. Nadat ze betaald hebben dumpt hij ze in het water. Het groepje gaat naar de lokale sheriff, maar hij blijkt Porky's broer te zijn. Hij lijkt hen in eerste instantie te willen helpen, maar besteelt hen van de rest van hun geld. Enige tijd later gaat Micky naar Porky's om wraak te nemen, maar wordt afgetuigd en belandt in het ziekenhuis. Daarop beslist de rest van de groep dat Porky en zijn broer gestraft moeten worden.
Ze trekken de hele seksclub van Porky, dat op palen boven het water staat, het water in. De jongens vluchten terug naar hun eigen county. Porky en de sheriff zetten de achtervolging in, maar net over de countygrens stuiten ze op een ontvangstcomité bestaande uit de daar gestationeerde sheriff en een groep cheerleaders. Een van de agenten is de broer van Mickey. Hij beschadigt de Porky's auto en eist dat het ganse incident vergeten moet worden. Indien niet, zal Porky worden aangeklaagd omdat hij bewust minderjarigen toeliet in zijn seksclub. Porky kan niets anders dan akkoord te gaan. In de eindscène verliest Pee Wee, die als enige nog maagd is, zijn maagdelijkheid.
In de film komt een iconische scène waarbij Tommy, een van de jongens, zijn geslachtsdeel door een gat in de muur van de damesdouche steekt waarop deze door Coach Beulah Balbricker wordt vastgepakt, en hij met de grootste moeite los kan komen en ontsnappen.

## Achtergrond
Scriptschrijver en regisseur Bob Clark inspireerde het verhaal op eigen goede en minder goede ervaringen in zijn highschooltijd in Florida in de jaren vijftig. Ook hij kreeg te maken met een nachtclubeigenaar die mensen afzette. Helaas werd het script door elke filmmaatschappij in Hollywood afgewezen. Uiteindelijk bleek o.a. een Canadese filmproducent bereid de film te financieren. Om belastingvoordeel te krijgen werd het een Canadees-Amerikaanse co-productie, ondanks dat de film in en rond Miami werd opgenomen.
Ondanks dat de film over middelbare scholieren gaat waren de meeste hoofdrolspelers de 25 al gepasseerd. Voor Kim Cattrall betekende de film haar doorbraak. Oorspronkelijk kreeg de film een zogenaamde X rating, wat betekende dat deze niet aan jongeren getoond mocht worden. Na aanpassingen aan de film kreeg deze toch een R rating. Porky's werd zelfs 19 dagen verboden in Ierland.
De film kreeg twee vervolgen, Porky's II: The Next Day in 1983 en Porky's Revenge in 1985. In 2009 kwam, na veel juridisch gesteggel, een remake genaamd Porky's Pimpin' Pee Wee. Deze werd slechts beperkt vertoond. Van de film is een computerspel gemaakt voor de Atari 2600 waarbij Pee Wee de seksclub moet vernietigen door voorwerpen in de douches te verzamelen, langs hindernissen te komen, en tegelijkertijd Porky te ontlopen. Het verhaal is ook in boekvorm uitgegeven.
De film werd door recensenten afgekraakt, met name door de manier waarop vrouwen werden afgebeeld en de kinderlijke gedragingen, maar was een succes in de bioscopen. Met een opbrengst van 136 miljoen dollar werd Porky's de op vijf na best verkopende film van 1982. En dat terwijl het budget slechts 4 miljoen was geweest. In Canada was deze helemaal een succes. Daar werd het de best verkopende film van dat jaar en ging de geschiedenis in als beste Canadese film ooit. De film is daarmee een belangrijk deel van de Canadese cinema.
Bob Clarke werd benaderd door 20th Century Studios om het vervolg te maken, Porky's II: The Next Day. Dit wilde hij alleen doen als hij daarnaast ook een kerstfilm mocht maken, een persoonlijke wens. Dit werd A Christmas Story, een kerstcomedy die uitkwam in 1983.

## Rolverdeling
| Acteur         | Personage       |
| -------------- | --------------- |
| Dan Monahan    | Pee Wee         |
| Mark Herrier   | Billy           |
| Wyatt Knight   | Tommy           |
| Roger Wilson   | Mickey          |
| Kim Cattrall   | Honeywell       |
| Tony Ganios    | Meat            |
| Cyril O'Reilly | Tim             |
| Susan Clark    | Cherry Forever  |
| Kaki Hunter    | Wendy           |
| Doug McGrath   | Coach Warren    |
| Art Hindle     | Ted Jarvis      |
| Boyd Gaines    | Coach Brackett  |
| Nancy Parsons  | Balbricker      |
| Chuck Mitchell | Porky           |
| Scott Colomby  | Brian Schwartz  |
| Wayne Maunder  | Cavanaugh       |
| Alex Karras    | Sheriff Wallace |